# Michail Pervolarakis
Michail Pervolarakis (griechisch Μιχαήλ Περβολαράκης; * 6. Juni 1996 in Limassol, Zypern) ist ein zyprisch-griechischer Tennisspieler.

## Karriere
Auf der ITF Junior Tour erreichte Pervolarakis Platz 196 im September 2013.
Von 2014 bis 2018 studierte er an der University of Portland im Fach Psychologie. Dort spielte er auch College Tennis. 2017 und 2018 wurde er WCC Player of the Year.
Nach Abschluss seines Studiums spielte Pervolarakis regelmäßig Profiturniere auf der drittklassigen ITF Future Tour. Im Doppel gewann er in diesem Jahr drei Titel; im Einzel erreichte er ein Finale und stand am Ende seines ersten Profijahres auf Platz 632 der Tennisweltrangliste. 2019 gewann er zwei Einzel- und drei Doppeltitel. In Winnetka schaffte er erstmals den Sprung bei einem Challenger-Turnier ins Achtelfinale. Dabei konnte er auch gegen den 157. der Welt, Quentin Halys, gewinnen. Wenig später stand er in Las Vegas abermals im Achtelfinale. Zu seiner bislang einzigen Teilnahme an einem Turnier der ATP Tour kam er als Teil des griechischen Teams beim ATP Cup 2020. Alle drei Matches im Einzel sowie beide Spiele im Doppel verlor er jeweils gegen deutlich höher platzierte Spieler. Griechenland schied als 4. der Vorrunde aus. Ende Januar 2020 im australischen Burnie besiegte Pervolarakis im Challenger-Achtelfinale Yannick Maden, den 125. der Welt, deutlich mit 6:1, 6:0 und erreichte erstmals ein Viertelfinale. Eine Woche später in Launceston war er das dritte Mal in einem Achtelfinale. Nach dem Turnier stand er mit Platz 409 am bis dato höchsten in der Weltrangliste; im Doppel schaffte er dies im September 2019 mit Rang 321.
2019 wurde Pervolarakis erstmals in die griechische Davis-Cup-Mannschaft berufen. In vier Begegnungen hat er eine Bilanz von 3:2.

## Persönliches
Nachdem Pervolarakis bis 2018 für sein Geburtsland Zypern antrat, wechselte er seine Nationalität in diesem Jahr zur griechischen.
Pervolarakis ist verheiratet und hat eine Tochter.

## Erfolge
| Legende (Anzahl der Siege) |
| Grand Slam                 |
| ATP Tour Finals            |
| ATP Tour Masters 1000      |
| ATP Tour 500               |
| ATP Tour 250               |
| ATP Challenger Tour (3)    |

### Doppel

#### Turniersiege

##### ATP Challenger Tour
| Nr. | Datum             | Turnier | Belag         | Partner              | Finalgegner                | Ergebnis            |
| --- | ----------------- | ------- | ------------- | -------------------- | -------------------------- | ------------------- |
| 1.  | 11. Juni 2022     | Orlando | Hartplatz     | Chung Yun-seong      | Malek Jaziri Kaichi Uchida | 6:75, 7:63, [16:14] |
| 2.  | 12. November 2022 | Calgary | Hartplatz (i) | Maximilian Neuchrist | Julian Ocleppo Kai Wehnelt | 6:4, 6:4            |
| 3.  | 22. April 2023    | Morelos | Hartplatz     | Skander Mansouri     | Benjamin Lock Jose Statham | 6:4, 6:4            |